# Air: Above & Beyond
Air: Above & Beyond ist ein Jazzalbum von Joe McPhee Trio X mit Dominic Duval und Jay Rosen. Die am 15. Juni 2006 auf dem Suoni per il Popolo Festival in Montreal entstandenen Aufnahmen erschienen 2007 auf CIMP.

## Hintergrund
Das Album ist eine Hommage an Air, das Trio von Henry Threadgill, Fred Hopkins und (zunächst) Steve McCall. Mehrere Stücke enthalten Widmungen an Musikerkollegen; so feiert das ausgedehnte Eröffnungsstück „Fried Grapefruit“ Henry Threadgill. „2128 ½ Indiana“ erinnert an die Adresse des früheren Standort des Clubs The Velvet Lounge, womit es Fred Anderson gewidmet ist. „A Valentine in the Fog of War“ beginnt mit einer Rede McPhees, „seine Worte sind gedämpft, aber seine darauffolgende Tenorlinie spricht mit hörbarer Kraft, bevor sie sich in eine melancholische Interpolation von My Funny Valentine verwandelt“, hieß es in All About Jazz.

## Titelliste
- Joe McPhee Trio X: Air: Above & Beyond (CIMPol 5001)[1]

1. Fried Grapefruit – 16:30
2. Jump Spring – 10:57
3. 2128½ Indiana – 8:15
4. Close Up – 7:31
5. Give Us This Day – 10:22
6. Here’s That Rainy Day (Jimmy Van Heusen, Johnny Burke) – 5:41
7. A Valentine in the Fog of War – 8:27

Wenn nicht anders vermerkt, stammen die Kompositionen von Joe McPhee, Dominic Duval und Jay Rosen.

## Rezeption
Nach Ansicht des Kritikers von All About Jazz sei dies alles in allem ein unvergesslicher Mitschnitt und ein passender Vorläufer für Kommendes.
Ebenfalls in All About Jazz schrieb Clifford Allen, für diejenigen, die an das Tenor-Bass-Drums-Setup gewöhnt seien, das häufig dem Vollbluten zugeschrieben wird, fängt der Mitschnitt des Trio X eloquent die Spannung ein.